# Sight & Sound

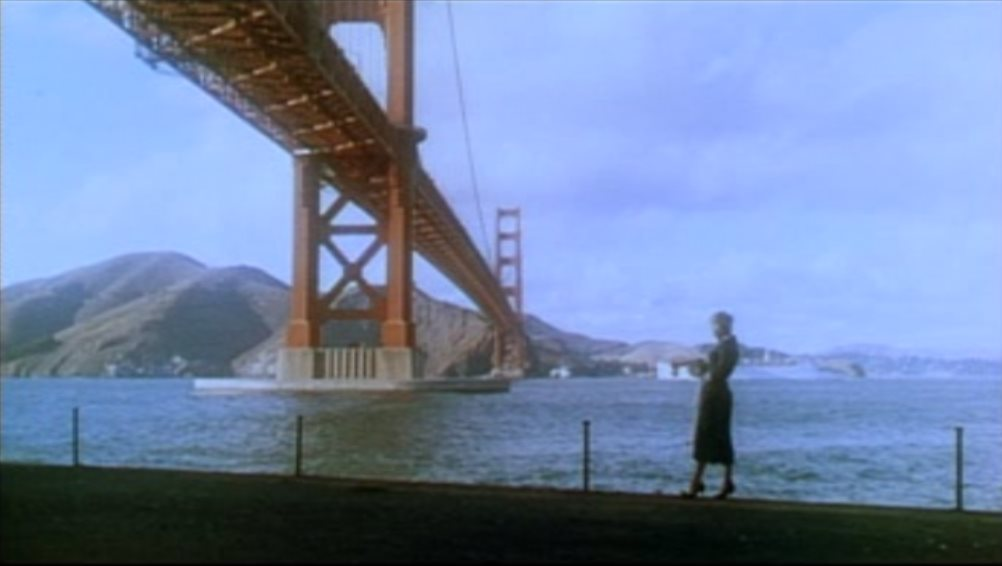
Vertigen (1958)

Sight & Sound és una revista de periodicitat mensual de cinema publicada pel British Film Institute. Fou fundada l'any 1932.

## Classificació dels crítics
Cada deu anys, des de 1952, la revista fa una classificació de les deu millors pel·lícules de tots els temps. Roger Ebert la valora dient que és "amb diferència les més respectades de les innombrables enquestes dutes a terme a les grans pel·lícules". La primera enquesta, del 1952, va ser liderada per El lladre de bicicletes. Les cinc enquestes posteriors (1962–2002) van ser guanyades per Ciutadà Kane (que havia acabat 13ª l'any 1952), mentre que Vertigen va rebre el nombre més gran de vots el 2012.

### 1952[3]
1. El lladre de bicicletes (25 mencions)
2. Llums de la ciutat (19 mencions)
3. La quimera de l'or (19 mencions)
4. El cuirassat Potemkin (16 mencions)
5. Intolerància (12 mencions)
6. Louisiana Story (12 mencions)
7. Greed (11 mencions)
8. Le jour se lève (11 mencions)
9. La passió de Joana d'Arc (11 mencions)
10. Breu encontre / La Règle du jeu / El milió (10 mencions)[4]

### 1962[5]
1. Ciutadà Kane (22 mencions)
2. L'aventura (20 mencions)
3. La Règle du jeu (19 mencions)
4. Greed (17 mencions)
5. Els contes de la lluna pàl·lida (17 mencions)
6. El cuirassat Potemkin (16 mencions)
7. El lladre de bicicletes (16 mencions)
8. Ivan el Terrible (16 mencions)
9. La terra tremola (14 mencions)
10. L'Atalante (13 mencions)

### 1972[6]
1. Ciutadà Kane (32 mencions)
2. La Règle du jeu (28 mencions)
3. El cuirassat Potemkin (16 mencions)
4. Fellini 8 ½ (15 mencions)
5. L'aventura (12 mencions)
6. Persona (12 mencions)
7. La Passion de Jeanne d'Arc (11 mencions)
8. El maquinista de la General (10 mencions)
9. Els magnífics Amberson (10 mencions)
10. Ugetsu / Maduixes silvestres (9 mencions)

### 1982[7]
1. Ciutadà Kane (45 mencions)
2. La Règle du jeu (31 mencions)
3. Els set samurais (15 mencions)
4. Cantant sota la pluja (15 mencions)
5. Fellini 8½ (14 mencions)
6. El cuirassat Potemkin (13 mencions)
7. L'aventura / Els magnífics Amberson / Vertigen (12 mencions)
8. El maquinista de la General / Centaures del desert (11 mencions)[8]
9. 2001: una Odissea de l'espai (10 mencions)

### 1992[9]
1. Ciutadà Kane (43 mencions)
2. La Règle du jeu (32 mencions)
3. Contes de Tòquio (22 mencions)
4. Vertigen (18 mencions)
5. Centaures del desert (17 mencions)
6. L'Atalante (15 mencions)
7. La Passion de Jeanne d'Arc (15 mencions)
8. Pather Panchali (15 mencions)
9. El cuirassat Potemkin (15 mencions)
10. 2001: una odissea de l'espai (14 mencions)

### 2002[10]
1. Ciutadà Kane (46 mencions)
2. Vertigen (41 mencions)
3. La Règle du jeu (30 mencions)
4. El Padrí i El Padrí II (23 mencions)
5. Contes de Tòquio (22 mencions)
6. 2001: una odissea de l'espai (21 mencions)
7. El cuirassat Potemkin (19 mencions)
8. Sunrise: A Song of Two Humans (19 mencions)
9. Fellini 8½ (18 mencions)
10. Cantant sota la pluja (17 mencions)

### 2012[11][12][13]
1. Vertigen (191 mencions)
2. Ciutadà Kane (157 mencions)
3. Contes de Tòquio (107 mencions)
4. La Règle du jeu (100 mencions)
5. Sunrise: A Song of Two Humans (93 mencions)
6. 2001: una odissea de l'espai (90 mencions)
7. Centaures del desert (78 mencions)
8. Txelovek s Kinoaparàtom (68 mencions)
9. La Passion de Jeanne d'Arc (65 mencions)
10. Fellini 8 ½ (64 mencions)
11. El cuirassat Potemkin (63 mencions)

### 2022[14]
1. Jeanne Dielman, 23 Quai du Commerce, 1080 Bruxelles
2. Vertigen
3. Ciutadà Kane
4. Tokyo monogatari
5. Desitjant estimar
6. 2001: una odissea de l'espai
7. Beau Travail
8. Mulholand Drive
9. L'home de la càmera
10. Cantant sota la pluja

## Classificació dels directors

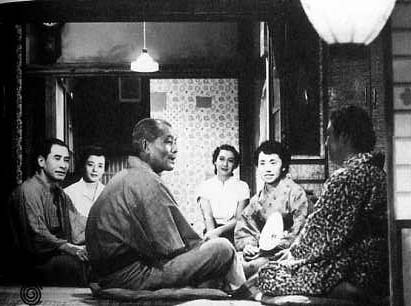
Tokyo Story (1953)

### 1992
1. Ciutadà Kane
2. Fellini 8 ½
3. Toro salvatge
4. La Strada
5. L'Atalante
6. El Padrí
7. Modern Times
8. El Padrí
9. Vertigen
10. El Padrí II
11. La Passion de Jeanne d'Arc
12. Rashōmon i Els set samurais

### 2002
1. Ciutadà Kane
2. El Padrí i El Padrí II
3. Fellini 8 ½
4. Lawrence d'Aràbia
5. Dr. Strangelove
6. El lladre de bicicletes
7. Toro salvatge
8. Vertigen
9. Rashōmon
10. La Règle du jeu
11. Els set samurais

### 2012
1. Tokyo monogatari (48 mencions)
2. 2001: una odissea de l'espai (42 mencions)
3. Ciutadà Kane (42 mencions)
4. Fellini 8 ½ (40 mencions)
5. Taxi Driver (34 mencions)
6. Apocalypse Now (33 mencions)
7. El Padrí (31 mencions)
8. Vertigen (31 mencions)
9. Zérkalo (30 mencions)
10. El lladre de bicicletes (29 mencions)

### 2022[14]
1. 2001: una odissea de l'espai
2. Ciutadà Kane
3. El Padrí
4. Jeanne Dielman, 23 Quai du Commerce, 1080 Bruxelles i Tokyo monogatari
5. Vertigen i Fellini 8 ½
6. Zérkalo
7. Desitjant estimar
8. Persona i Close-Up